# Eva Staaf
Eva Staaf, född 1973, är en svensk författare, radioregissör, och ljudberättare. Hon blev nominerad för Augustpriset 2014 inom kategorin Barn- och ungdomslitteratur för sin debutbok Tilly som trodde att. Ett år senare fick hon ett Stockholm Stads kulturstipendium. Staaf har producerat flera verk som har sänts i radio, som dramat Terapioffer i P4 och underhållningsserien Huset mittemot i P1 i 12 delar.

## Priser och stipendier
- Sveriges Författarförbunds radiopris 2014.[7]
- Nominerad för Augustipriset 2014 inom kategorin Barn- och ungdomslitteratur för sin debutbok Tilly som trodde att.[3]
- Stockholm Stads kulturstipendium 2015.[4]
- Prix Ex Aequo:s regipris 2020 för Drama för unga-produktionen Bröderna Lejonhjärta.[8][9]